# Дананг (аэропорт)
Международный аэропорт Дана́нг (вьет. Sân bay quốc tế Đà Nẵng, ИАТА: DAD, ИКАО: VVDN) — международный аэропорт, расположенный в Дананге, Вьетнам.

## История
Аэропорт построен в 1930-х годах французским колониальным правительством как гражданский. Использовался как военная авиабаза японскими войсками во время Второй мировой войны, французскими — во время Индокитайской войны, американскими — во время войны во Вьетнаме. В 1953—1954 годах заасфальтирована взлётно-посадочная полоса длиной 2400 метров.
В 2006 году годовой пассажиропоток достиг 1 млн. человек. В 2011 году открылся новый пассажирский терминал с пропускной способностью 4-6 млн. человек в год.

## Авиакомпании
- Vietnam Airlines: Ханой, Хошимин, Камрань (аэропорт), Далат, Контум, Биньдинь, Буонметхуот.
- Jetstar Pacific Airlines: Ханой, Хошимин
- PBAir: Бангкок
- SilkAir: Сингапур
- Nordwind Airlines: Иркутск, Красноярск, Новосибирск, Улан-Удэ.